# Ligne de Blain à La Chapelle-sur-Erdre
La ligne de Blain à La Chapelle-sur-Erdre est une ancienne ligne de chemin de fer française à écartement standard non électrifiée qui reliait Blain à La Chapelle-sur-Erdre, dans le département de la Loire-Atlantique.
Elle constitue la ligne 520 000 du réseau ferré national.
Cette ligne, mise en service en 1901, est fermée au trafic voyageurs en 1939 et à tout trafic en 1952.

## Histoire
La loi du 17 juillet 1879 (plan Freycinet) portant classement de 181 lignes de chemin de fer dans le réseau des chemins de fer d’intérêt général retient en n°61 une ligne de Beslé à La Chapelle-sur-Erdre via Blain. La ligne est déclarée d'utilité publique par une loi le 3 août 1881. Elle est concédée à titre définitif par l'État à la Compagnie des chemins de fer de l'Ouest (OUEST) par une convention signée entre le ministre des Travaux publics et la compagnie le 17 juillet 1883. Cette convention est approuvée par une loi le 20 novembre suivant.
C'est le 19 août 1901 que la ligne venant de la gare de Blain vient s'embrancher sur la ligne de Nantes-Orléans à Châteaubriant au niveau de la gare de La Chapelle-sur-Erdre, neuf ans avant son prolongement vers Beslé.
La ligne a été fermée au trafic des voyageurs le 9 janvier 1939 et à tout trafic le 18 mai 1952. La ligne a été déposée deux ans plus tard.

### Dates de déclassement
- Blain à La Chapelle-sur-Erdre (PK 402,122 à 428,724) : 19 octobre 1967[4].

## Projet abandonné de desserte de l'aéroport du Grand Ouest
La construction d'un tronçon de desserte de l'aéroport du Grand Ouest , greffé à la ligne de Nantes à Châteaubriant au niveau de La Chapelle-sur-Erdre était à l'étude. Selon le Schéma de cohérence territoriale (SCOT) de la Métropole Nantes-Saint-Nazaire, il aurait emprunté approximativement une grande partie du tracé de l'ancienne ligne, greffé à la ligne de Nantes à Châteaubriant au niveau de La Chapelle-sur-Erdre. Selon le Schéma de cohérence territoriale (SCOT) de la Métropole Nantes-Saint-Nazaire, il aurait emprunté approximativement une grande partie du tracé de l'ancienne ligne
Le 17 janvier 2018, le Premier ministre Édouard Philippe ayant annoncé l'abandon définitif du projet d'aéroport du Grand Ouest (aussi dit de Notre-Dame-des-Landes), dont l'aérogare aurait été au nord de Vigneux-de-Bretagne, ce projet de ligne qui aurait permis de relier la gare de Nantes à cette aérogare en trente minutes environ est devenu sans objet. De plus, les différentes alternatives de tracés proposé aux Chapelains pour la traversée ou le contournement du bourg soulevaient des controverses.

## Projet de voie verte
En 2024, la Communauté de communes Erdre-Gesvres projette de créer une voie verte de 26 km sur l'ensemble de la ligne .